# Trop banane !

Trop banane ! est le premier album complet d'Omnikrom, sorti en mai 2007.

## Titres
1. Backstage
2. Été hit
3. Danse la poutine feat TTC
4. Nanananah
5. Elles
6. Bouger Bouger feat numéro#
7. J'ai quoi moi?
8. Juste gros
9. Prends une photo avec moi
10. Que douillet
11. Ghetto hype feat numéro#
12. Laisse aller tes fesses
13. Une idée en tête